# 東条彰
東条 彰（東條、とうじょう あきら、1863年（文久3年1月） - 1908年（明治41年）11月28日）は、日本の政治家、衆議院議員（1期）。

## 経歴
上総国上埴生郡(現・千葉県長生郡)生まれ。漢学を学ぶ。農業を営み、五郷村外四ヶ村戸長、中等教員となった。
1898年3月の第5回衆議院議員総選挙において千葉6区から自由党公認で立候補して当選した。衆議院議員を1期務め、同年8月の第6回衆議院議員総選挙は不出馬。1908年に死去した。